# Jacques Lennep
 (août 2022).
Si vous disposez d'ouvrages ou d'articles de référence ou si vous connaissez des sites web de qualité traitant du thème abordé ici, merci de compléter l'article en donnant les références utiles à sa vérifiabilité et en les liant à la section « Notes et références ».
Jacques Lennep (Uccle, 11 juin 1941) est un des représentants de l’art contemporain en Belgique, promoteur d’un art relationnel.

## Biographie
Jacques Lennep est aussi connu comme historien de l’art spécialiste de l’alchimie sous le nom de Jacques van Lennep.
Il est le fondateur en 1972 du Cercle d'art prospectif (CAP), groupe international au sein duquel il formule les principes d’un art relationnel, basé sur la « théorie des trois RE » : la relation structurale ou morphologique, la relation de participation notamment à caractère social, enfin la relation narrative. Cette théorie, déterminée par le structuralisme et le concept d’« œuvre ouverte » développé par Umberto Eco, est expérimentée par l’artiste dans divers domaines : installation, performance, livre d’artiste et vidéo dont il est un des pionniers en Belgique. Il n’abandonne pas la peinture pour autant.
En 1974, il institue un « Musée de l’homme » qui expose des personnes faisant de leurs existences mêmes un espace de création : entre autres un retraité, un supporter, une fermière, un modèle pour photos de charme. Cette démarche semble anticiper l’art relationnel, dont Nicolas Bourriaud se fera le chantre dans les années 1990.
L’artiste se fait remarquer par d’autres actions. Il encadre un gardien de musée (1974), sème des pensées dans le jardin abandonné de Monet à Giverny (1974) ; invite des villageois à uriner dans la « Fontaine » de Duchamp (1975) ; prend la place d'une prostituée dans sa vitrine (2003) ; fait un sermon sur l’imitation de Jésus-Christ dans une église (2005)… De 1996 à 2002, il compose des « Devoirs quotidiens », sorte de journal, un « je-livre » de 2 195 pages. Il est également auteur d’ouvrages théoriques. Depuis 2013, il peint des « grisailles / peintures photogéniques ».
Représenté dans les musées et collections publiques belgesm il est membre de l’Académie royale de Belgique. Le Musée d’art moderne de Liège lui a consacré une rétrospective en 2007, et le Musée des beaux-arts de Charleroi en 2011. En 2019, est publié l'ouvrage Lennep, un homme-art, biographie année par année avec bibliographie complète et liste intégrale des expositions.